# Самервил (Мисури)
Самервил (енгл. Summersville) град је у америчкој савезној држави Мисури.

## Демографија
По попису из 2010. године број становника је 502, што је 42 (-7,7%) становника мање него 2000. године.
| Група             | 2000.       | 2010.       |
| Белци             | 536 (98,5%) | 481 (95,8%) |
| Афроамериканци    | 0 (0,0%)    | 0 (0,0%)    |
| Азијати           | 1 (0,2%)    | 1 (0,2%)    |
| Хиспаноамериканци | 2 (0,4%)    | 7 (1,4%)    |
| Укупно            | 544         | 502         |